# Jean-Pierre Sauvage
Jean-Pierre Sauvage, född 21 oktober 1944 i Paris, är en fransk kemist som arbetar vid Strasbourgs universitet. Han har specialiserat sig på supramolekylär kemi och delade 2016 års Nobelpris i kemi tillsammans med Fraser Stoddart och Ben Feringa, "för design och syntes av molekylära maskiner".